# Beringen (Belgio)
Beringen è un comune belga di 46 346 abitanti, situato nella provincia fiamminga del Limburgo belga.